# Hermann Kissling
Hermann Kissling (* 7. April 1925 in Nellingen auf den Fildern; † 23. September 2018 in Schwäbisch Gmünd) war ein deutscher Kunsthistoriker und Hochschullehrer.

## Leben
Kissling diente von Oktober 1942 bis 1945 bei der Kriegsmarine, zuletzt im Rang eines Oberfähnrichs zur See auf einem Minenschiff. Er studierte dann an der Staatlichen Akademie für Bildende Künste in Stuttgart, wechselte an die Technische Hochschule Stuttgart und schließlich an die Universität Tübingen. Er widmete sich dabei den Fächern Kunstgeschichte und Kunsterziehung, Geographie und Geologie. Er bestand 1951 und 1952 die Prüfungen für das Lehramt an Gymnasien. Ab 1955 lehrte er als Studienrat.
Kissling kam 1957 nach Schwäbisch Gmünd. Dort lehrte er am Pädagogischen Institut Schwäbisch Gmünd und gehörte 1962 als Professor zum Gründungskollegium der Pädagogischen Hochschule Schwäbisch Gmünd. Er fand sein hauptsächliches wissenschaftliches Betätigungsfeld im Bereich der Kunstgeschichte der ehemaligen Reichsstadt Schwäbisch Gmünd und ihrer Umgebung. Kissling, 1975 an der Universität Tübingen mit einer Arbeit über das Heilig-Kreuz-Münster Schwäbisch Gmünd zum Dr. phil. promoviert, lehrte lange Jahre als Professor für Kunsterziehung an der Pädagogischen Hochschule Schwäbisch Gmünd. Er legte dazu über 80 Publikationen vor. Kissling stand von 1972 bis 1976 auch dem Gmünder Geschichtsverein e.V. vor und wurde 2003 für sein Lebenswerk von der Ostalbstiftung geehrt.

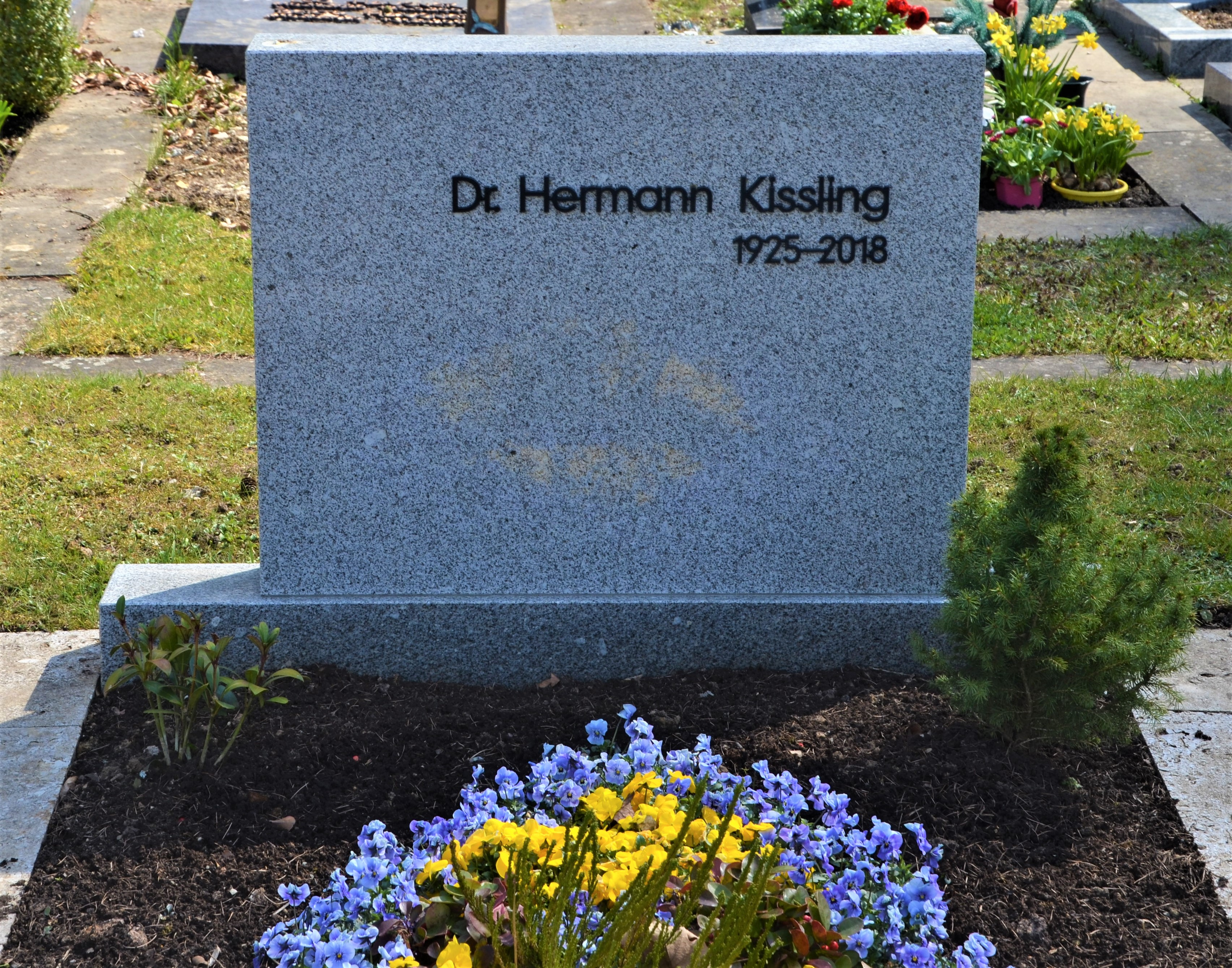
Grab auf dem Dreifaltigkeitsfriedhof

Kissling wurde auf dem Dreifaltigkeitsfriedhof in Schwäbisch Gmünd beigesetzt.

## Werke
Die Bücher von Kissling sind auf dem Server der Universitätsbibliothek Heidelberg verfügbar.
- Unsere Kirche, Gegenstand einer Kunstkunde. Stuttgart 1967 (online).
- Die evangelische Stadtkirche Lorch. Kreis Schwäbisch Gmünd, Dekanat Welzheim. Lorch 1969 (online).
- Das Münster in Schwäbisch Gmünd, Studien zur Baugeschichte, Plastik und Ausstattung. Schwäbisch Gmünd 1975 (online).
- Kunst im Städtischen Museum Schwäbisch Gmünd. Schwäbisch Gmünd 1979 (online).
- Türen in Schwäbisch Gmünd. Schwäbisch Gmünd 1982 (online).
- Künstler und Handwerker in Schwäbisch Gmünd 1300–1660. Schwäbisch Gmünd 1995, ISBN 3-927654-46-9 (online).
- Die letzten Gmünder Zeugen. Wir Soldaten im Zweiten Weltkrieg. Schwäbisch Gmünd 2004, ISBN 3-926043-21-0.